# Línea Oro (Tren Ligero de Charlotte)
La Línea Oro (en inglés: Gold Line) es una línea del Tren Ligero de Charlotte que se encuentra actualmente en construcción, cuya primera fase sería inaugurada el 14 de julio de 2015, y el resto de la lÍnea en 2023. La línea operaría entre las estaciones Eastland Community Transit Center y en Rosa Parks Place.